# Francesco Filomusi Guelfi
Francesco Filomusi Guelfi (Tocco da Casauria, 21 novembre 1842 – Tocco da Casauria, 22 ottobre 1922) è stato un giurista e politico italiano.

## Biografia
Figlio di Michele ed Eufrosina Scamolla Guelfi, dopo aver studiato all'Università di Napoli vi si laureò in giurisprudenza nel 1869, dedicandosi quindi all'insegnamento che iniziò presso l'Università di Roma nel 1873 dove divenne professore emerito, al compimento dei 75 anni, quando dovette lasciare l'insegnamento.
Oltre che all'attività accademica si dedicò alla scrittura di testi giuridici spaziando sia nel campo del diritto civile che in quello penale. La sua opera più rappresentativa fu l'Enciclopedia giuridica.
Nel 1889 venne scelto da re Umberto I quale insegnante di diritto del principe ereditario Vittorio Emanuele III.
Scrisse in diverse riviste di diritto ed entrò a far parte dei consessi più importanti della nazione. Fra questi fu membro della Società reale di Napoli nel 1902 e quindi dell'Accademia dei Lincei nel 1906.
Il 10 giugno 1906 divenne socio dell'Accademia delle scienze di Torino.
A seguito della fama acquisita venne nominato senatore del Regno d'Italia il 26 gennaio 1910. In proposito, fu sostenuto che essendo un “tecnico del diritto non fu mai, però, un vero politico, ché i suoi interessi intellettuali e la sua
vocazione culturale erano soltanto di natura scientifica”.
Il comune dell'Aquila gli ha intitolato una strada (nel quartiere Santa Giusta), così come i comuni di Pescara e di Roma.

## Onorificenze
- Cavaliere dell'Ordine dei Santi Maurizio e Lazzaro, 5 giugno 1889
- Ufficiale dell'Ordine dei Santi Maurizio e Lazzaro, 8 giugno 1893
- Commendatore dell'Ordine dei Santi Maurizio e Lazzaro, 2 marzo 1911
- Grande ufficiale dell'Ordine dei Santi Maurizio e Lazzaro, 11 luglio 1918
- Commendatore dell'Ordine della Corona d'Italia